# Мондондоне
Мондондоне је насеље у Италији у округу Павија, региону Ломбардија.
Према процени из 2011. у насељу је живело 53 становника. Насеље се налази на надморској висини од 335 м.